# Finnegans Wake
Finnegans Wake é o último romance de James Joyce, publicado em 1939, e um dos grandes marcos da literatura experimental por ser escrito em uma linguagem composta pela fusão de outras palavras, em inglês e outras línguas, buscando uma multiplicidade de significados. 
O livro foi escrito em Paris, demorando dezessete anos para ficar pronto. Foi publicado em 1939, sendo o trabalho final de Joyce. O livro inteiro foi escrito em uma linguagem bastante idiossincrática, que combina itens lexicais do inglês padrão com trocadilhos neologísticos multilíngues. Muitos críticos acreditam que a técnica foi uma tentativa de Joyce de recriar a experiência do sono e dos sonhos. Devido aos experimentos linguísticos da obra bem como ao apelo a diversas técnicas como fluxo de consciência, alusões literárias, associações de sonhos livres e abandono das convenções narrativas, Finnegans Wake permanece como um clássico pouco lido pelo público geral.

## Traduções em português
No Brasil recebeu o título Finnicius Revém proposto pelos irmãos Campos, depois referendado por Donaldo Schüler. Schüler traduziu o romance na íntegra que foi publicado em cinco volumes entre os anos de 1999 e 2004. 
Dirce Waltrick do Amarante traduziu Finnegans Wake (por um fio). As 628 páginas do livro original foram condensadas em 73 páginas. Dirce escolheu fragmentos de todos os capítulos do livro que unidos pudessem contar um fio narrativo, dos muitos que existem em Finnegans Wake. Waltrick do Amarante publicou, em 2009, Para ler Finnegans Wake de James Joyce, um estudo sobre o romance que vem acompanhado da tradução do capítulo VIII do Wake.   

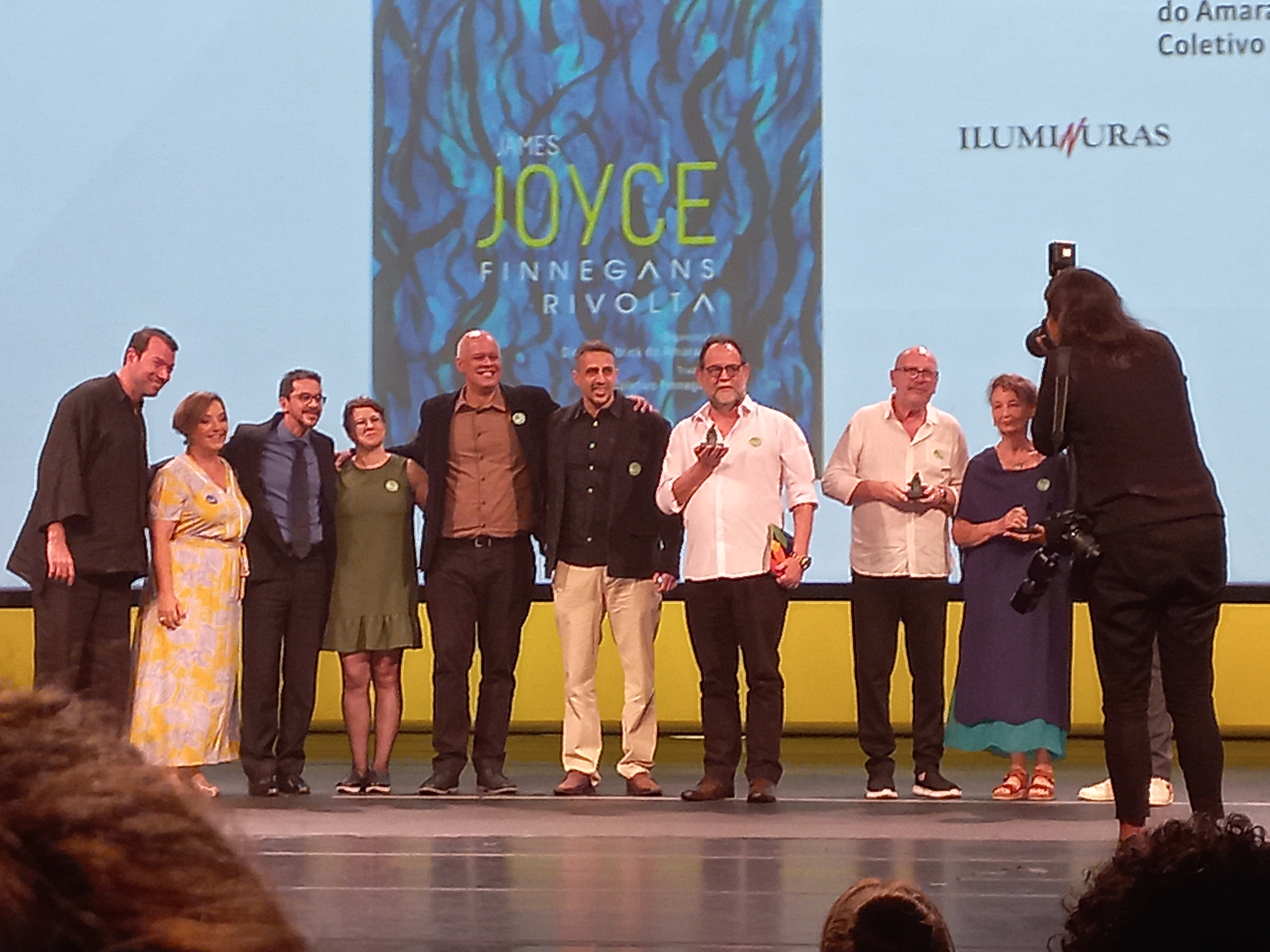
Coletivo Finnegans recebendo o prêmio Jabuti

Haroldo e Augusto de Campos publicaram Panaroma do Finnegans Wake. O livro dos irmãos Campos, publicado pela primeira vez em 1962, consiste na tradução de alguns poucos fragmentos do poema que revelassem “momentos mágicos”, na expressão de Augusto de Campos.

### Tradução coletiva Iluminuras
Em 2022, foi publicada tradução pela editora Iluminuras, que recebeu o 65° Prêmio Jabuti 2023, no eixo Produção Editorial, categoria Tradução. A ideia da empreitada de traduzir a obra foi apresentada por Dirce Waltrick do Amarante em 2016, e foi realizada pelo “Coletivo Finnegans”, formado por 11 tradutores: Afonso Teixeira Filho, Andréa Buch Bohrer, André Cechinel, Aurora Bernardini, Daiane Oliveira, Dirce Waltrick do Amarante, Fedra Rodríguez, Luis Henrique Garcia Ferreira, Tarso do Amaral, Vinícius Alves e Vitor Alevato do Amaral.

## Linhas iniciais
| Original (James Joyce) | Português (Augusto de Campos) | Português (Donaldo Schüler) | Português (Coletivo Finnegans) |
| riverrun, past Eve and Adam's, from swerve of shore to bend of bay, brings us by a commodius vicus of recirculation back to Howth Castle and Environs. | riocorrente, depois de Eva e Adão, do desvio da praia à dobra da baía, devolve-nos por um commodius vicus de recirculação de volta a Howth Castle Ecercanias. | rolarrioanna e passa por Nossenhora d"Ohmem’s, roçando a praia, beirando ABahia, reconduz-nos por cominhos recorrentes de Vico ao de Howth Castelo Earredores. | correorrio, após Adão e Eva, da contornada costa à encurvada enseada, nos leva por um commodius vicus recirculante de volta para Howth Castle e Entornos. |